# 2005 VA123
2005 VA123, também escrito como 2005 VA123, é um objeto transnetuniano que está localizado no Cinturão de Kuiper, uma região do Sistema Solar. Este corpo celeste é classificado como um plutino, pois, o mesmo está em uma ressonância orbital de 2:3 com o planeta Netuno. Ele possui uma magnitude absoluta de 7,3 e tem um diâmetro estimado com 153 km.

## Descoberta
2005 VA123 foi descoberto no dia 2 de novembro de 2005.

## Órbita
A órbita de 2005 VA123 tem uma excentricidade de 0,249 e possui um semieixo maior de 39,505 UA. O seu periélio leva o mesmo a uma distância de 29,649 UA em relação ao Sol e seu afélio a 49,361 UA.